# Fkih Ben Salah
Fkih Ben Salah (en árabe: الفقيه بن صالح, al-Fqīh ban Sālaḥ) es un municipio de Marruecos, desde 2009 capital de la provincia del mismo nombre, situada en la región de Beni Melal-Jenifra. La ciudad está situada a los pies del Medio Atlas, 175 km al sureste de Casablanca, 190 km al noreste de Marrakech y unos 40 km al noroeste de Beni Melal. La economía de la ciudad se basa en los ricos yacimientos de fosfato adyacentes a ella, pero también en las remesas de los numerosos residentes que emigraron al extranjero (especialmente en Italia y España) sobre todo en Crevillent y la provincia de Murcia que contribuyen significativamente a la economía de la región.
Los habitantes de la región, los Beni Amir procedían de Andalucía y fueron traídos aquí por el sultán Mulay Ismaíl (1672-1727). Históricamente la ciudad siempre tuvo una posición estratégica y los colonos franceses se dieron cuenta, sus orígenes probablemente derivan de la presencia de un zoco (mercado) que todavía hoy se celebra los miércoles y donde acude gente de toda la provincia.